# Gropello Cairoli
Gropello Cairoli – miejscowość i gmina we Włoszech, w regionie Lombardia, w prowincji Pawia.
Według danych na rok 2004 gminę zamieszkiwało 4096 osób, 157,5 os./km².